# Stuart Anstis
Stuart Anstis, né le 2 mai 1974 et mort le 21 août 2022, est un guitariste britannique.
De 1995 à 1999, il fut le guitariste et compositeur du groupe de metal extrême Cradle of Filth. Il est crédité sur deux albums (Dusk and Her Embrace et Cruelty and the Beast) et deux EP (V Empire et From the Cradle to Enslave). Il apparaît sur la vidéo From the Cradle to Enslave. Après avoir été exclu du groupe, il a créé un nouveau groupe nommé Bastardsun qui s'est dissous en 2005 après la mort de David Wayne (du groupe Metal Church) dans un accident de voiture. 
En 2001, est sorti Aphelion I-VI, un album électronique assez bien reçu par la critique. Il a été à l'école dans la ville portuaire de Bideford et y tenait un magasin de guitare.